# FaceApp
FaceApp — мобільний застосунок для iOS та Android, розроблений російською компанією Wireless Lab. Програма здатна реалістично змінювати обличчя на фото згідно з обраними параметрами: зробити його старішим, молодшим або змінити стать, зачіску, додати окуляри чи усмішку, за допомогою нейронних мереж.
Програму створено в січні 2017-го як додаток для iPhone, в лютому вийшов додаток для Android. В липні 2019-го програма отримала величезну популярність, вона посіла перші місця за завантаженнями в більшості країн, її щоденна кількість завантажень сягнула 700 тисяч. На 17 липня програма була на першому місці у Камбоджі, Бутані, Китаю, Гонконгу, Японії, Лаосі, Мадагаскарі, Македонії, Монголії, Кореї, Таїланді, В'єтнамі та Зімбабве.
Додаток піддавався критиці та звинуваченням у підтримці расизму через освітлення кольору шкіри темношкірих людей та через так звані етнічні фільтри «білий», «чорний», «азієць», «індіанець». Засновник компанії Ярослав Гончаров був змушений із вибаченнями видалити їх.

## Конфіденційність
Програма отримує повний доступ не лише до тих фото, які планує до обробки користувач, а й до всіх зображень на пристрої. А це, наприклад, можуть бути скани документів. Вона може завантажувати їх на свої сервери, отримувати дані про власника, обробляти їх і передавати третім особам.[джерело?]
«Ви надаєте FaceApp безстрокові, безвідкличні, неексклюзивні, безоплатні, всеосяжні, повністю оплачені, такі, що підлягають передаванню та субліцензуванню права на використання, відтворення, зміну, адаптацію, публікацію, переклад, створення похідних продуктів, розповсюдження, публічне виконання та показ вашого Користувацького контенту та будь-яких імен, нікнеймів користувача або подібностей, наданих у зв'язку з вашим Користувацьким контентом у всіх медіаформатах і каналах, які зараз відомі або будуть пізніше розроблені, без компенсації вам. Коли ви публікуєте або іншим чином розповсюджуєте Користувацький контент через наші сервіси, ви розумієте, що ваш Користувацький контент та будь-яка пов'язана з ним інформація (наприклад, ваше ім'я користувача, місце розташування або фотографія профілю) буде видима громадськості»— Умови користування FaceApp
Хоча розробники стверджують, що усі дані зберігаються поза межами Росії, американський сенатор Чак Шумер закликав ФБР розслідувати, чи не загрожує FaceApp їхній національній безпеці.